# Малинин, Евгений (футболист)
Евгений Малинин (8 сентября 1986) — киргизский футболист, полузащитник. Выступал за сборную Кыргызстана. Также играл в мини-футбол за киргизские клубы и сборную страны.

## Биография

### Клубная карьера
Начал взрослую карьеру в 2003 году в команде «Абдыш-Ата» в высшей лиге Кыргызстана.
В 2005 году перешёл в казахстанский клуб «Алма-Ата», в его составе дебютировал в высшей лиге Казахстана 7 августа 2005 года в матче против «Экибастузца», заменив на 78-й минуте Андрея Травина. Позднее выступал за «Астану» и «Кайрат». Всего в высшей лиге Казахстана сыграл 19 матчей, не забив голов. Осеннюю часть сезона 2007 года провёл в первой лиге в «Мегаспорте», после чего вернулся в Кыргызстан.
С 2008 года снова выступал за «Абдыш-Ату», в её составе был неоднократным призёром чемпионата и обладателем Кубка Кыргызстана. В 2012—2013 годах выступал в первой лиге за фарм-клуб кантской команды — «Наше Пиво», затем вернулся в основной состав «Абдыш-Аты». По состоянию на 2018 год играл в первой лиге за «Абдыш-Ату-2», был признан лучшим игроком сезона-2018 в первой лиге.
В середине 2010-х годов также выступал в мини-футболе в бишкекских командах «Ала-Тоо», «Фарватер» и других. В сезоне 2016/17 по состоянию на ноябрь был лидером спора бомбардиров любительского чемпионата страны с 27 голами в 10 матчах.

### Карьера в сборной
Выступал за сборные Кыргызстана младших возрастов. В составе олимпийской сборной — участник Азиатских игр 2006 года в Дохе, стал автором двух голов в матче против Макао.
В национальной сборной Кыргызстана по футболу сыграл 3 матча в марте 2011 года в отборочном турнире Кубка вызова АФК. Дебютный матч сыграл 21 марта 2011 года против Таджикистана.
Также выступал за сборную Кыргызстана по мини-футболу.